# Дюмін Роман Вікторович
Рома́н Ві́кторович Дю́мін (1977—2014) — старший прапорщик, Державна прикордонна служба України, учасник російсько-української війни.

## Бойовий шлях
Народився 1977 року в смт Гольмівський (Донецька область). Інспектор прикордонної служби відділу прикордонної служби «Донецьк». Ніс службу на пропускному пункті «Амвросіївка».
Загинув 14 серпня 2014-го поблизу мосту в селі Успенка в часі бойового зіткнення з групою російських терористів, які рухались зі сторони села Степне. ДРГ уночі вийшла на прикордонників — Роман в бою прикривав свою групу.
Похований у місті Бахмут (також вказується смт Гольмівський).

## Нагороди та вшанування
- 21 серпня 2014 року — за особисту мужність і героїзм, виявлені у захисті державного суверенітету та територіальної цілісності України, вірність військовій присязі під час російсько-української війни, відзначений — нагороджений орденом «За мужність» III ступеня (посмертно).
- Вшановується 13 серпня на щоденному ранковому церемоніалі вшанування українських захисників, які загинули цього дня у різні роки внаслідок російської збройної агресії[1].
- Його портрет розміщений на меморіалі «Стіна пам'яті полеглих за Україну» у Києві: секція 2, ряд 7, місце 33.